# Las Reinas Chulas
Las Reinas Chulas es una compañía de teatro-cabaret mexicana conformada por Marisol Gasé, Nora Huerta, Ana Francis Mor y Cecilia Sotres, fundada en 1998. En marzo del 2016, la Comisión de Derechos Humanos del Distrito Federal (después, Comisión de Derechos Humanos de la Ciudad de México) les otorgó el reconocimiento Hermila Galindo por sus iniciativas en la construcción de una cultura de respeto a los derechos de las mujeres. En el 2014, la Asamblea Legislativa de la Ciudad de México les entregó la medalla al mérito cultural y artístico.

## Historia
Son egresadas del Centro Universitario de Teatro de la UNAM y del Foro de Teatro Contemporáneo. Hacen activismo y crítica social a partir del humor, la sátira y la música, en temáticas como la diversidad sexual, los derechos sexuales, la salud sexual y reproductiva, la equidad de género, el VIH/SIDA y la interrupción legal del embarazo.
A partir de 1998, participaron en espectáculos con Tito Vasconcelos. A partir del 2002, se unieron a Liliana Felipe y a Jesusa Rodríguez en el Teatro Bar El Hábito, el cual se transformó en El Vicio, donde hasta la fecha siguen presentando sus obras.
Han realizado más de sesenta espectáculos de cabaret originales, escritos, dirigidos, actuados y producidos, y se han presentado en ciudades como Buenos Aires, Rosario, Nueva York, Chicago, Sao Paulo, Copenhague, Madrid, Bogotá  y Berlín.[cita requerida]
Becarias del Fondo Nacional para la Cultura y las Artes (Fonca) en programas como México en Escena e Intérpretes de Cabaret, así como del programa Iberescena.[cita requerida]
Son creadoras del Festival Internacional de Cabaret (que en el 2016 llegó a su 14a. edición), con presentaciones de artistas nacionales e internacionales que muestran la variedad del cabaret.[cita requerida]
Como productoras, realizaron la radionovela Del mandado en el mercado y la serie de televisión Gregoria la Cucaracha para Canal 22. En Ediciones Chulas, publicaron De los gustos y otras cosas, de Marcela Arévalo, y publicaron El manual de la buena lesbiana I y II, de la autoría de Ana Francis Mor.[cita requerida]
Tienen tres producciones discográficas: La Banda de las Recodas, La Banda de las Recodas en vivo en el Teatro de la Ciudad y Cucaracheando por un sueño.[cita requerida]